# ژان پاسرا
ژان پاسرا (به فرانسوی: Jean Passerat) نویسنده و شاعر قرن شانزدهم میلادی اهل فرانسه است.